# Чернигов (футбольный клуб)
«Черни́гов» (укр. «Чернігів») — украинский профессиональный футбольный клуб из Чернигова. Основан в 2003 году под названием ЮСБ.

## История
Команда была создана в 2003 году под названием ЮСБ. Первый матч был проведён 18 июня 2003 года в Чернигове в рамках первенства города против «Фортуны-Черниговгаз» и завершился поражением со счётом 0:2. По итогам сезона 2003 года ЮСБ стал серебряным призёром чемпионата Чернигова, в следующем году — обладателем кубка города.
В 2008 году команда дебютировала в Высшей лиге чемпионата Черниговской области. В 2011 году ЮСБ выиграл серебряные медали чемпионата. В 2012 году команда стала обладателем Кубка Черниговской области, обыграв в финале «Еднисть» со счётом 4:1.
В 2013 году ЮСБ впервые принял участие в любительском чемпионате Украины, где вышел в финальный этап турнира. В 2014—2016 годах вследствие разногласий с Черниговской областной федерацией футбола ЮСБ и ряд других любительских клубов выступали в Черниговской Премьер-лиге, созданной ими в качестве альтернативы чемпионату области. В 2016 году ЮСБ стал победителем этого турнира.
15 мая 2017 года клуб изменил название на «Чернигов». В 2019 году команда стала чемпионом Черниговской области. Одновременно с региональными соревнованиями в сезонах 2017/18 и 2019/20 «Чернигов» принимал участие в любительском чемпионате Украины.
В марте 2020 года клуб объявил об объединении с другой любительской командой из Черниговской области, корюковским «Авангардом», и заявил о намерении получить профессиональный статус. В августе 2020 года «Чернигов» прошёл аттестацию для участия во Второй лиге чемпионата Украины. Клуб стал вторым представителем города в профессиональном футболе наряду с выступающей в Премьер-лиге «Десной». 6 сентября 2020 года состоялся первый матч «Чернигова» во Второй лиге, в котором со счётом 2:0 был обыгран «Рубикон».

## Состав
| 1  | Флаг Украины | Вр  | Александр Ширай     | 1992 |  |  |  |  |  |
| 22 | Флаг Украины | Вр  | Александр Рощинский | 2000 |  |  |  |  |  |
| 35 | Флаг Украины | Вр  | Максим Татаренко    | 1999 |  |  |  |  |  |
| 99 | Флаг Украины | Вр  | Денис Герасименко   | 2005 |  |  |  |  |  |
|    |              |     |                     |      |  |  |  |  |  |
| 2  | Флаг Украины | Защ | Эдуард Галстян      | 1998 |  |  |  |  |  |
| 3  | Флаг Украины | Защ | Максим Шумило       | 2002 |  |  |  |  |  |
| 15 | Флаг Украины | Защ | Андрей Лакеенко     | 1999 |  |  |  |  |  |
| 21 | Флаг Украины | Защ | Владислав Школьный  | 2002 |  |  |  |  |  |
| 23 | Флаг Украины | Защ | Алексей Зенченко () | 1996 |  |  |  |  |  |
| 55 | Флаг Украины | Защ | Анатолий Романченко | 2001 |  |  |  |  |  |
|    |              |     |                     |      |  |  |  |  |  |
| 7  | Флаг Украины | ПЗ  | Дмитрий Мироненко   | 1996 |  |  |  |  |  |
| 8  | Флаг Украины | ПЗ  | Андрей Макаренко    | 1996 |  |  |  |  |  |

| 13 | Флаг Украины | ПЗ  | Джилиндо Безгубченко | 2003 |  |  |  |  |  |
| 14 | Флаг Украины | ПЗ  | Дмитрий Сахно        | 2002 |  |  |  |  |  |
| 19 | Флаг Украины | ПЗ  | Никита Посмашный     | 2003 |  |  |  |  |  |
| 26 | Флаг Украины | ПЗ  | Кирилл Пинчук        | 2004 |  |  |  |  |  |
| 30 | Флаг Украины | ПЗ  | Артур Быбик          | 2001 |  |  |  |  |  |
| 31 | Флаг Украины | ПЗ  | Виталий Ментей       | 1992 |  |  |  |  |  |
| 33 | Флаг Украины | ПЗ  | Андрей Порохня       | 1997 |  |  |  |  |  |
| 97 | Флаг Украины | ПЗ  | Максим Сердюк        | 2002 |  |  |  |  |  |
|    |              |     |                      |      |  |  |  |  |  |
| 10 | Флаг Украины | Нап | Вячеслав Койдан      | 1994 |  |  |  |  |  |
| 11 | Флаг Украины | Нап | Павел Федосов        | 1996 |  |  |  |  |  |
| 77 | Флаг Украины | Нап | Даниил Вольский      | 2004 |  |  |  |  |  |

## Тренерский штаб
- Главный тренер: Валерий Чорный
- Помощник тренера: Михаил Ярмошенко
- Помощник тренера: Андрей Поляница
- Тренер вратарей: Артём Падун

## Достижения
Вторая лига Украины
- Бронзовый призёр: 2024/25

Любительский чемпионат Украины
- Выход в финальный этап: 2013.

Чемпионат Черниговской области
- Победитель: 2019.
- Серебряный призёр: 2011.
- Бронзовый призёр (3): 2013, 2017, 2018.

Кубок Черниговской области
- Обладатель: 2012.

Суперкубок Черниговской области
- Обладатель: 2013.

Черниговская Премьер-лига
- Победитель: 2016.
- Серебряный призёр: 2014.
- Бронзовый призёр: 2015.

Чемпионат Чернигова
- Победитель (2): 2011, 2017.
- Серебряный призёр: 2003.
- Бронзовый призёр (3): 2010, 2012, 2013.

Кубок Чернигова
- Обладатель (2): 2004, 2010.